# DJ Honda
Katsuhiro Honda (本田勝裕, Hōnda Katsuhiro, mieux connu sous le nom de DJ Honda) est un DJ hip-hop japonais, un designer mode et un producteur de musique.
Œuvrant dans la scène hip-hop de New-York, DJ Honda met en valeur des artistes méconnus du grand public. Il est aussi notamment connu pour ses produits dérivés dont la casquette de type baseball avec l'emblème "h".
DJ Honda a collaboré avec Jeru The Damaja, Dilated Peoples, Fred Durst, Hime, Kool G Rap, Fat Joe, The Beatnuts, Grand Puba, Sadat X (Brand Nubian), PMD (rappeur), Mos Def...

## Discographie
Albums
- h (1995 : Japon/1996 : U.S.)
- Remixes (1995)
- h II (1997 : Japan/1998 : U.S.)
- Turntablist Revolution: I.T.F. World DJ Championship Album Vol. 1 (1999)
- h 2000 (1999)
- h III (2001 : Japon/2002 : corée)
- Underground Connection (2002)
- The Best of DJ Honda, Vol. 1 (2004) Warm Music
- The Best of DJ Honda, Vol. 2 (2004)
- Samurai Sword (2005)
- DJ Honda Mix, Vol. 1: The Best of DJ Honda (2005) (seulement sur iTunes)
- REASON (2005)
- All Killa / No Filla (2009)
- h Mental (2009)
- DJ Honda IV (2009)

ep's
- DJ Honda feat. B.I.G. Joe - Shine On (2012)